# Пропофол
Пропофол (лат. Propofolum) — синтетичний лікарський препарат, який є похідним фенолу, що застосовується внутрішньовенно як засіб для короткочасного загального наркозу.

## Історія створення
Пропофол уперше синтезований у 70-х роках ХХ століття в лабораторії британської компанії «Imperial Chemical Industries», і спочатку він мав робочу назву I.C.I. 35868. Перші клінічні дослідження пропофолу проведені в 1977 році, в них уперше показано можливість застосування препарату як засобу для короткочасного ввідного наркозу, причому частина дослідників позиціонували його як «ідеальний внутрішньовенний анестетик». Спочатку як розчинник пропофола застосовувався кремофор EL, тобто поліетоксифільована рицинова олія, проте у зв'язку з частими анафілактичними реакціями, розроблена форма препарату у вигляді 1 % емульсії, яка містить соєву олію та яєчні фосфоліпіди. Ця форма препарату уперше випущена для клінічного застосування під торговою маркою «Диприван» у 1986 році. У 1985 року пропофол уперше застосовували для лікування дітей. У 1989 році пропофол зареєстрований для клінічного застосування в США.
Він входить до списку основних лікарських засобів Всесвітньої організації охорони здоров'я.

## Фармакологічні властивості
Пропофол — синтетичний лікарський засіб, що є похідним фенолу. Механізм дії препарату полягає в активації α-субодиниці ГАМКА-рецепторів головного мозку шляхом активації хлорних іонних каналів, унаслідок чого відбувається гіперполяризація нейронів та зниження їхньої збудливості, а також сповільнення міжнейронної передачі імпульсів. Наслідком цього є настання анестезувального та седативного ефекту. Пропофол практично не має анальгезивного ефекту, тому його часто застосовують разом із наркотичними анальгетиками, зокрема фентанілом та його похідними (реміфентанілом, суфентанілом). Пропофол застосовується як для ввідного наркозу, так і для підтримання наркозу, переважно у вигляді внутрішньовенної інфузії, а також для анестезії при короткочасних хірургічних операціях та діагностичних втручаннях. Оскільки пропофол не впливає на вивільнення гістаміну та не впливає на синтез глюкокортикоїдів, а також індукує дилатацію бронхів, тому він є безпечнішим у застосуванні у хворих бронхіальною астмою. Оскільки пропофол знижує внутрішньочерепний тиск, а також знижує мозковий кровотік, та знижує потребу мозку в кисні та глюкозі, його застосування є безпечним при нейрохірургічних операціях. з 1985 року пропофол застосовується для наркозу й анестезії в дітей, проте його застосування в дітей та частково й у дорослих обмежується виникненням так званого «синдрому інфузії пропофолу», який частіше виникає на фоні паралельного застосування кортикостероїдів та катехоламінів, та часто призводить до смерті хворих. Пропофол також може застосовуватися для лікування рефрактерного епілептичного статусу, причому з деякою перевагою над тіопенталом натрію. Ще одним негативним явищем при застосуванні пропофолу є сильний біль у руці, який може зменшуватися при введенні лідокаїну.

### Фармакокінетика
Пропофол при внутрішньовенному застосуванні швидко всмоктується, початок дії препарату розпочинається вже за 15—30 секунд після введення. Пропофол добре розподіляється по всіх тканинах організму, майже повністю (на 95–99 %) зв'язується з білками плазми крові. Препарат добре проникає через гематоенцефалічний бар'єр, через плацентарний бар'єр та виділяється в грудне молоко. Метаболізується пропофол переважно в печінці з утворенням неактивних метаболітів, частково метаболізується в нирках. Виведення пропофолу з організму трифазне, на першому етапі період напіввиведення становить 2—4 хвилини, на другому етапі швидкого виведення період напіввиведення становить 30—60 хвилин, на третьому етапі термінальної елімінації період напіввиведення становить 1,5—31 годину. Препарат виводиться переважно з сечею у вигляді метаболітів, у людей похилого віку період напіввиведення препарату може збільшуватися.

## Покази до медичного застосування
Пропофол застосовується в анестезіології для ввідного наркозу, при короткочасних оперативних втручаннях, або болісних діагностичних чи лікувальних маніпуляціях, седації при проведенні штучної вентиляції легень.

## Побічна дія
При застосуванні пропофолу найчастішими побічними ефектами є артеріальна гіпотензія, брадикардія, пригнічення самостійного дихання. Важким побічним ефектом препарату є так званий синдром інфузії пропофолу, який характеризується важким метаболічним ацидозом, лактатацидозом, прогресивною і рефрактерною брадикардією, рефрактерною серцевою недостатністю з колапсом, гострою нирковою недостатністю, гепатомегалією, підвищенням рівня тригліцеридів, ознаками уражень скелетних м'язів та гарячкою, який часто закінчується смертю хворого. Частим побічним ефектом пропофолу є тромбофлебіт та біль у руці після ін'єкції, який зменшується після введення препарату разом з лідокаїном. Іншими побічними ефектами препарату є шкірні алергічні реакції (набряк Квінке, еритема шкіри), бронхоспазм, головний біль, непритомність, післяопераційні нудота і блювання, набряк легень, ейфорія, мимовільні рухи, рабдоміоліз, припливи крові в дітей, сексуальне розгальмування, судоми або опістотонус на стадії індукції наркозу.

## Протипокази
Пропофол протипоказаний при підвищеній чутливості до препарату або до арахісу та сої, дітям віком до 1 місяця, особам молодшим 16 років для забезпечення седативного ефекту при штучній вентиляції легень. З обережністю пропофол застосовується при вагітності та годуванні грудьми.

## Форми випуску
Пропофол випускається у вигляді 1 % водної емульсії для внутрішньовенного введення у шприцах по 50 мл; ампулах по 15 і 20 мл; флаконах по 10, 20, 50 і 100 мл.

## Застосування у ветеринарії
Пропофол застосовується у ветеринарії для проведення анестезії під час оперативних втручань для індукції наркозу в котів і собак.

## Цікаві факти
Передозування пропофолу стало причиною смерті Майкла Джексона, якому пропофол було введено особистим лікарем для боротьби з безсонням.